# فیلوش شمالی

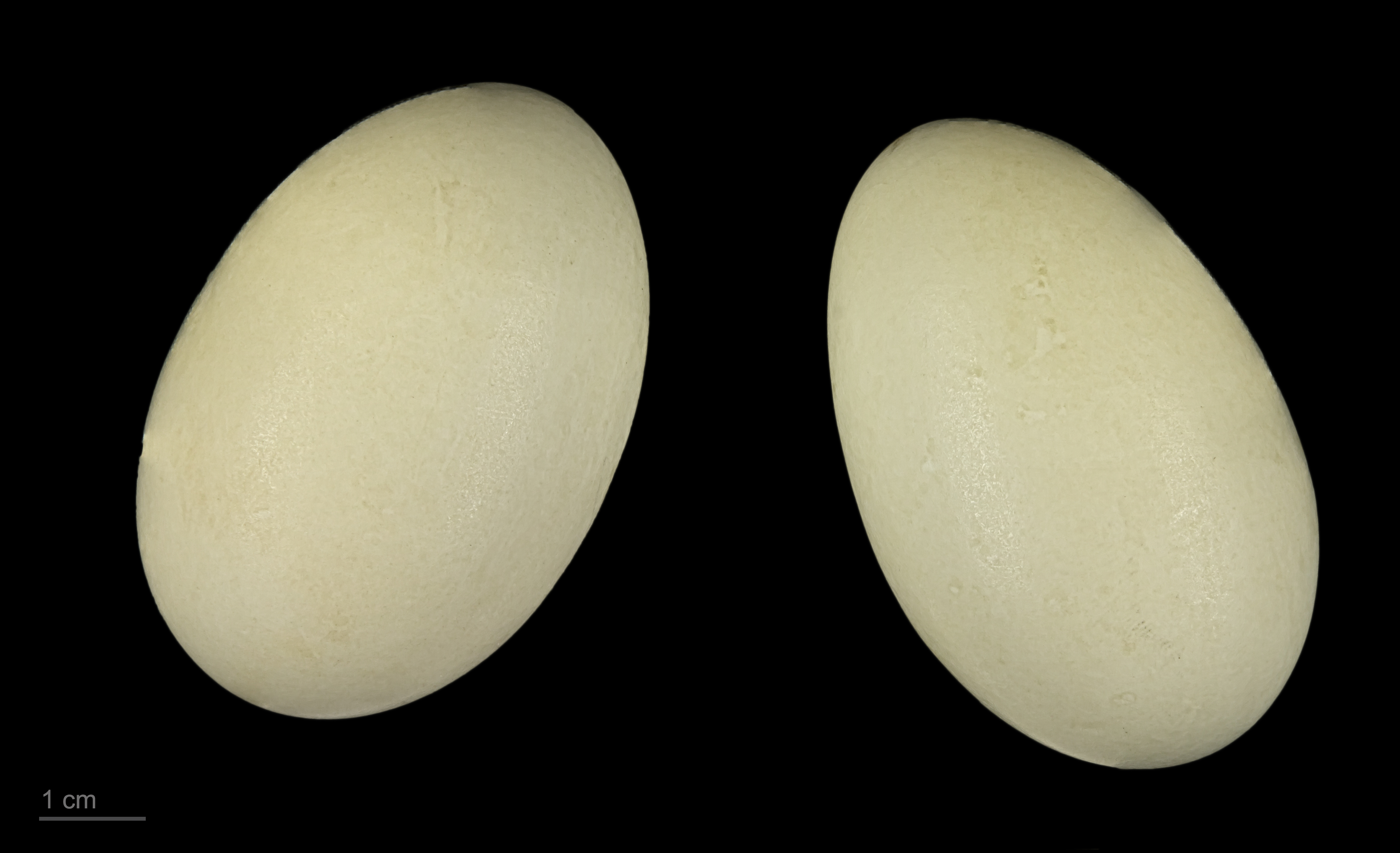
Anas acuta

فیلوش شمالی یا فیلوش یا اردک دم‌تیز (نام علمی: Anas acuta) نوعی مرغابی با توزیع جامعه وسیع است که در مناطق شمالی اروپا، آسیا و آمریکای شمالی یافت می‌شود. این پرنده زمستان‌ها به استوا مهاجرت می‌کند.
فیلوش ماده دارای پرهای قهوه‌ای با لکه‌های سفید است؛ که در قسمت پشتی رنگ قهوه‌ای تیره و رنگ پرهای سینه روشن‌تر است. نوک آن‌ها خاکستری‌رنگ و گردن‌شان باریک و دم آن‌ها نوک تیز است. سر و گردن اردک‌های نر قهوه‌ای روشن و پشت گردن سیاه‌رنگ می‌باشد و در ضمن یک جفت از پرهای اصلی دم بلندتر شده و سیاه‌رنگ است. پاها خاکستری رنگ بوده و سینه را پرهای کرم رنگ می‌پوشاند. ماده‌ها در دوره تخم‌گذاری حداکثر تا ۱۲ تخم سبز رنگ (که گاهی به زردی می‌گراید) می‌گذارد، برخلاف اکثر اردک‌های وحشی اردک دم‌تیز در اسارت نیز تولید مثل می‌نماید و بدین ترتیب استعداد اهلی شدن دارد. پرواز آن‌ها بسیار سریع است.
در تمام کشورهای اروپای شمالی مانند سوئد، نروژ، فنلاند، شمال شوروی و ایسلند تخم‌گذاری می‌کند. در سواحل دریای خزر و آمریکای شمالی نیز دیده شده است.